# Fiume Avon (Warwickshire)
L'Avon (pron.: /ˈeɪvən/) - noto anche come Warwickshire Avon o Shakespeare's Avon (per distinguerlo da corsi d'acqua omonimi, come ad es. il Bristol Avon) - è un fiume lungo 137 (o 154) km che scorre nell'Inghilterra centrale, tra le contee del Northamptonshire, del Warwickshire, del Worcestershire e del Gloucestershire.

Nasce presso Naseby, nel Northamptonshire, e si immette nel fiume Severn, all'altezza di Tewkesbury (Gloucestershire).
Oltre a Naseby e Tewkesbury, attraversa, tra l'altro, le località di Warwick, Stratford-upon-Avon (la città natale di William Shakespeare, da cui la denominazione Shakespeare's Avon), Welford-on-Avon, Bidford-on-Avon, Stanford-on-Avon, Newbold-on-Avon, Rugby, Wolston, Kenilworth, Leamington Spa, Evesham, Pershore, ecc.
Si divide in due tratti, l'Upper Avon (denominazione che assume nel tratto tra Stratford-upon-Avon e Evesham) e il Lower Avon (nel tratto tra Evesham e Tewkesbury).

## Etimologia
Il nome Avon è un'anglicizzazione del termine gallese afon, che significa semplicemente "fiume".

## Galleria d'immagini

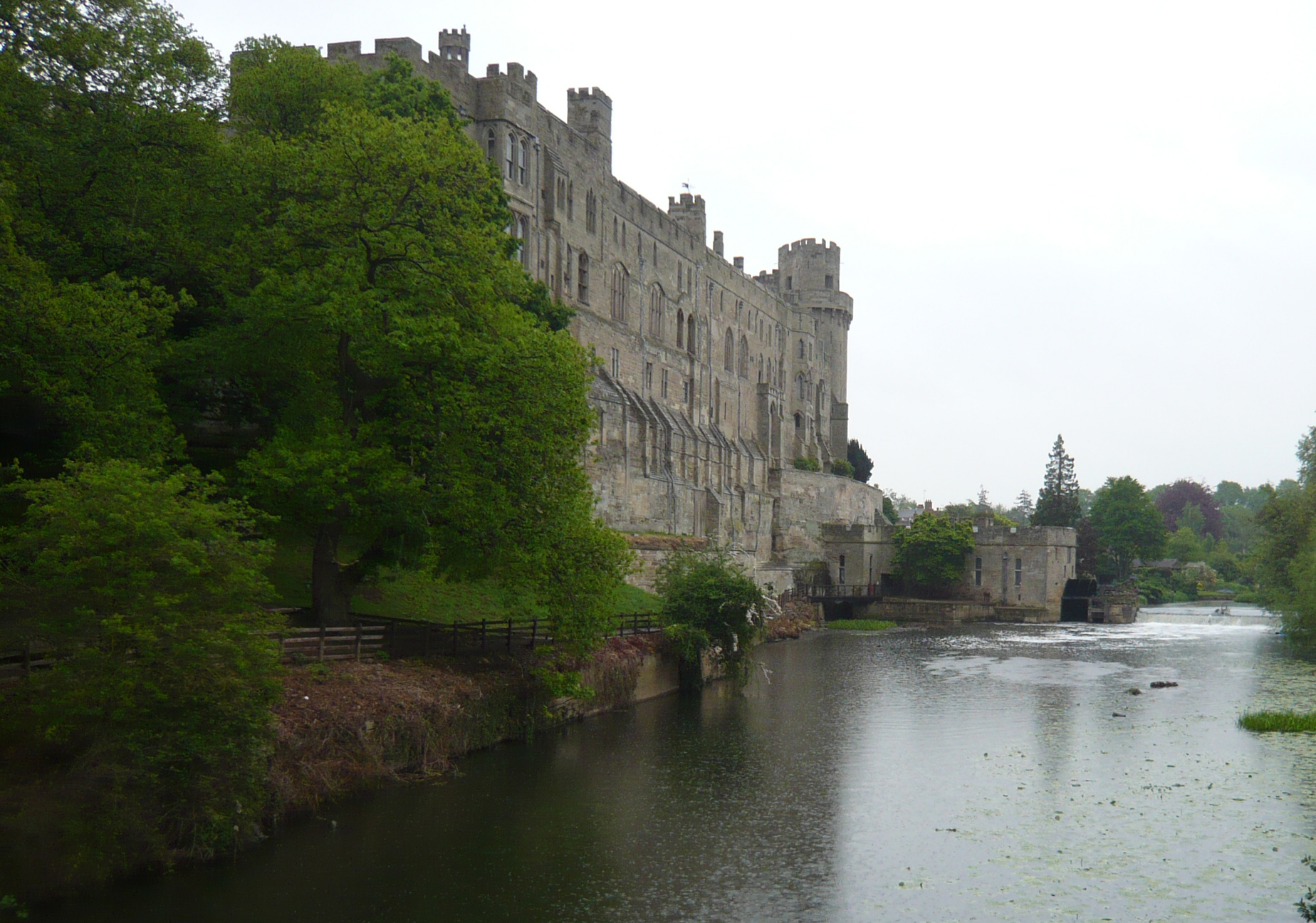
Il fiume Avon a Warwick, presso il castello
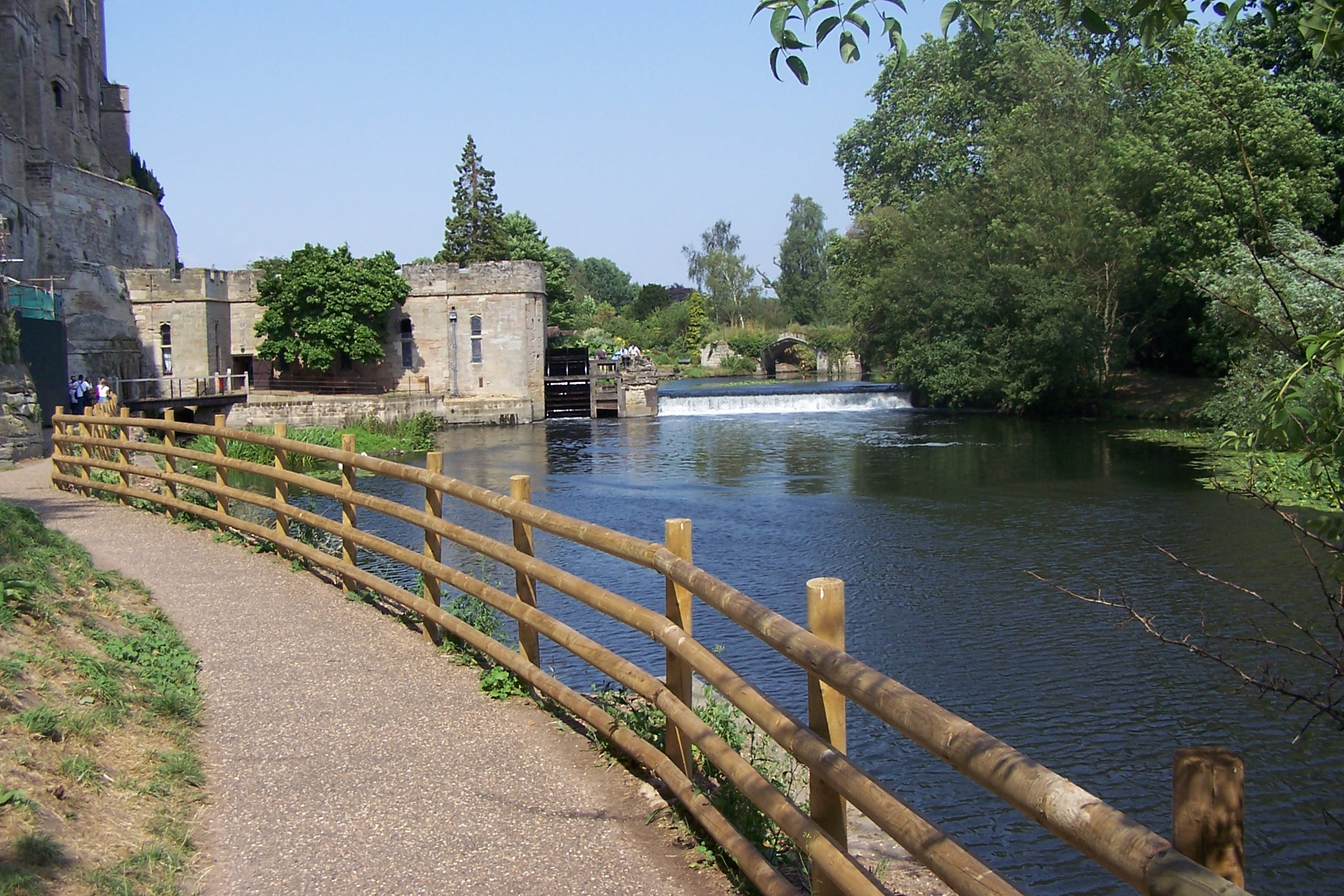
Altra immagine dell'Avon presso il Castello di Warwick
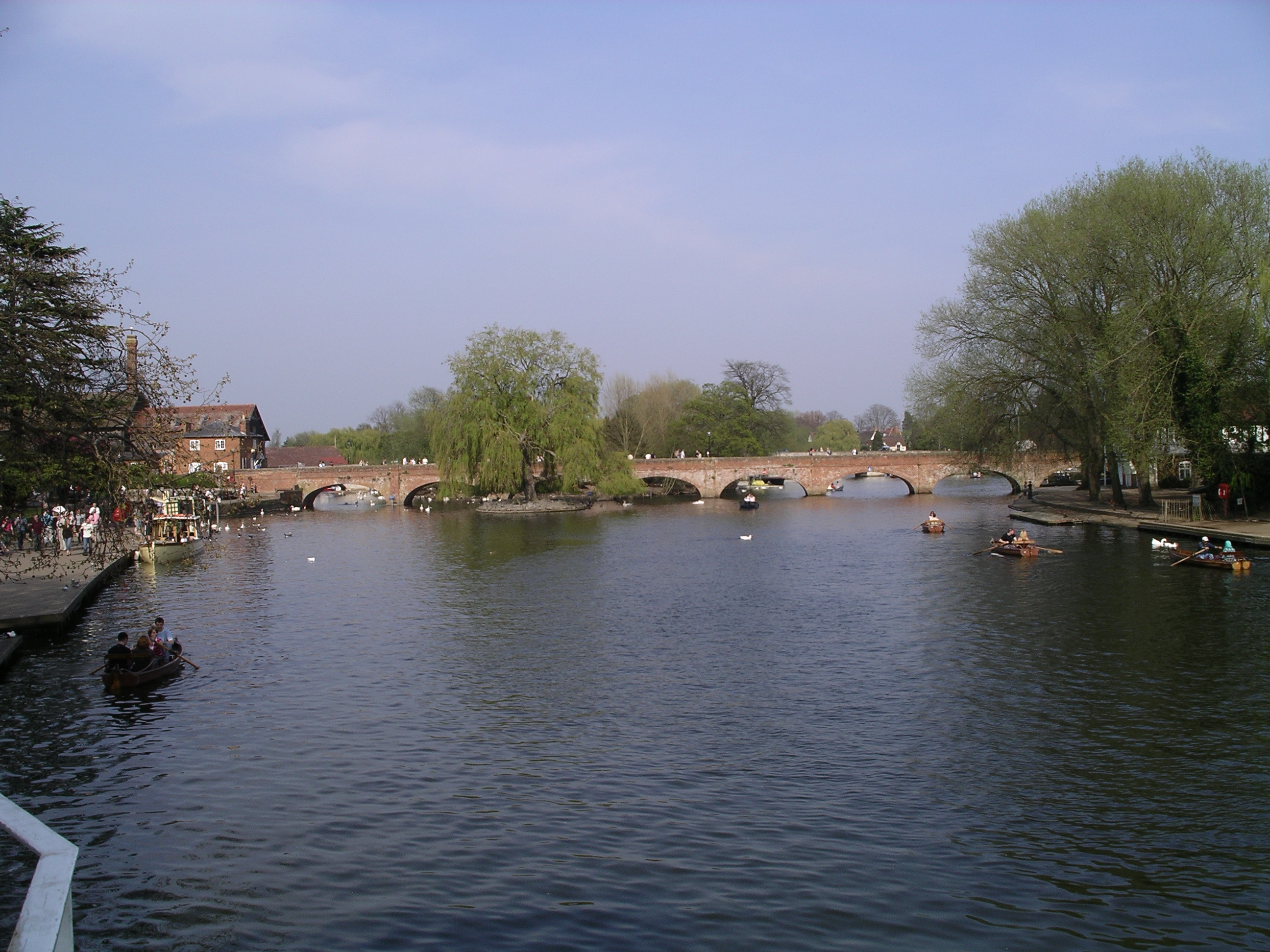
L'Avon a Stratford-upon-Avon
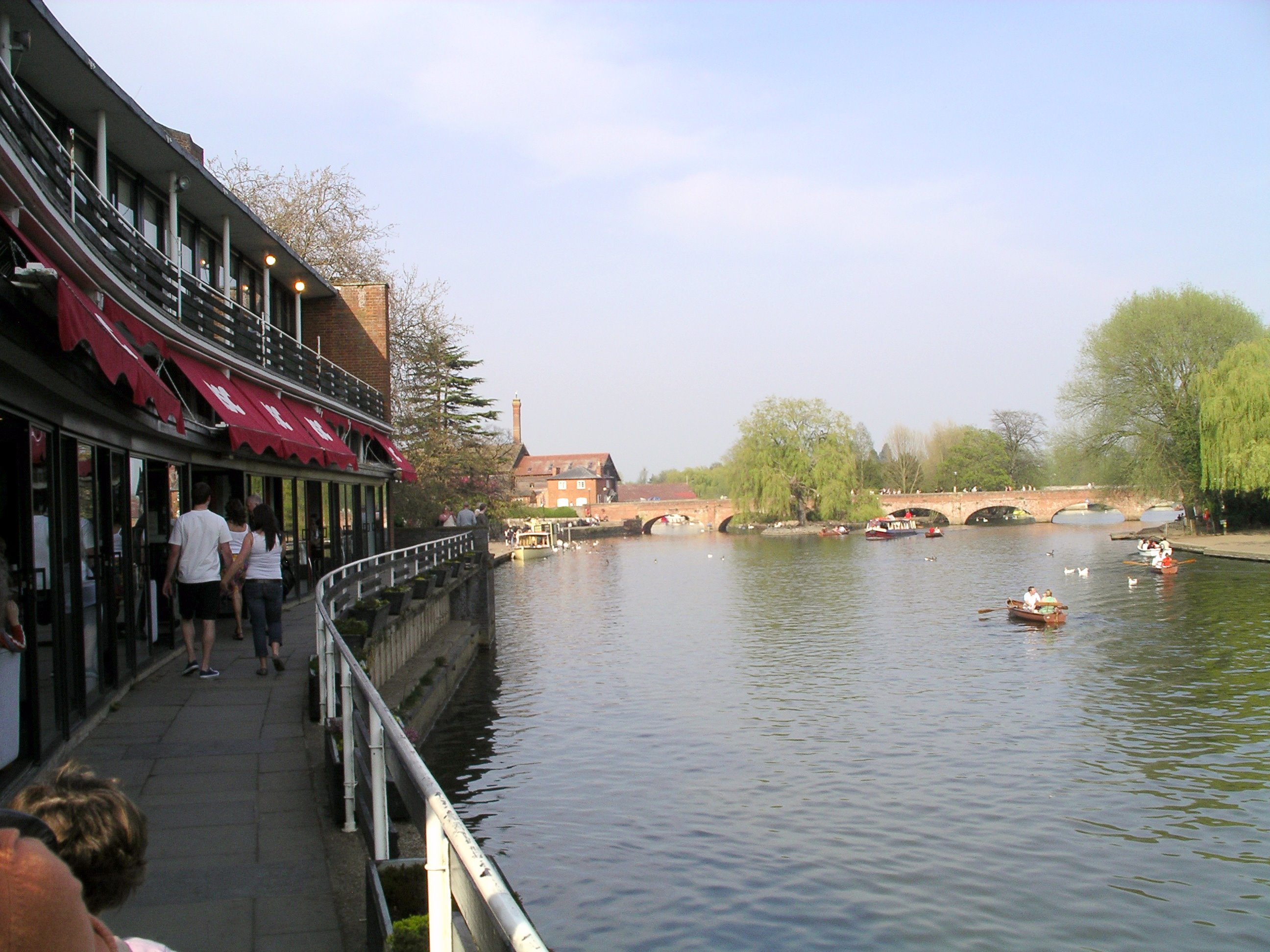
L'Avon a Stratford-upon-Avon, presso il Royal Shakespeare Theatre

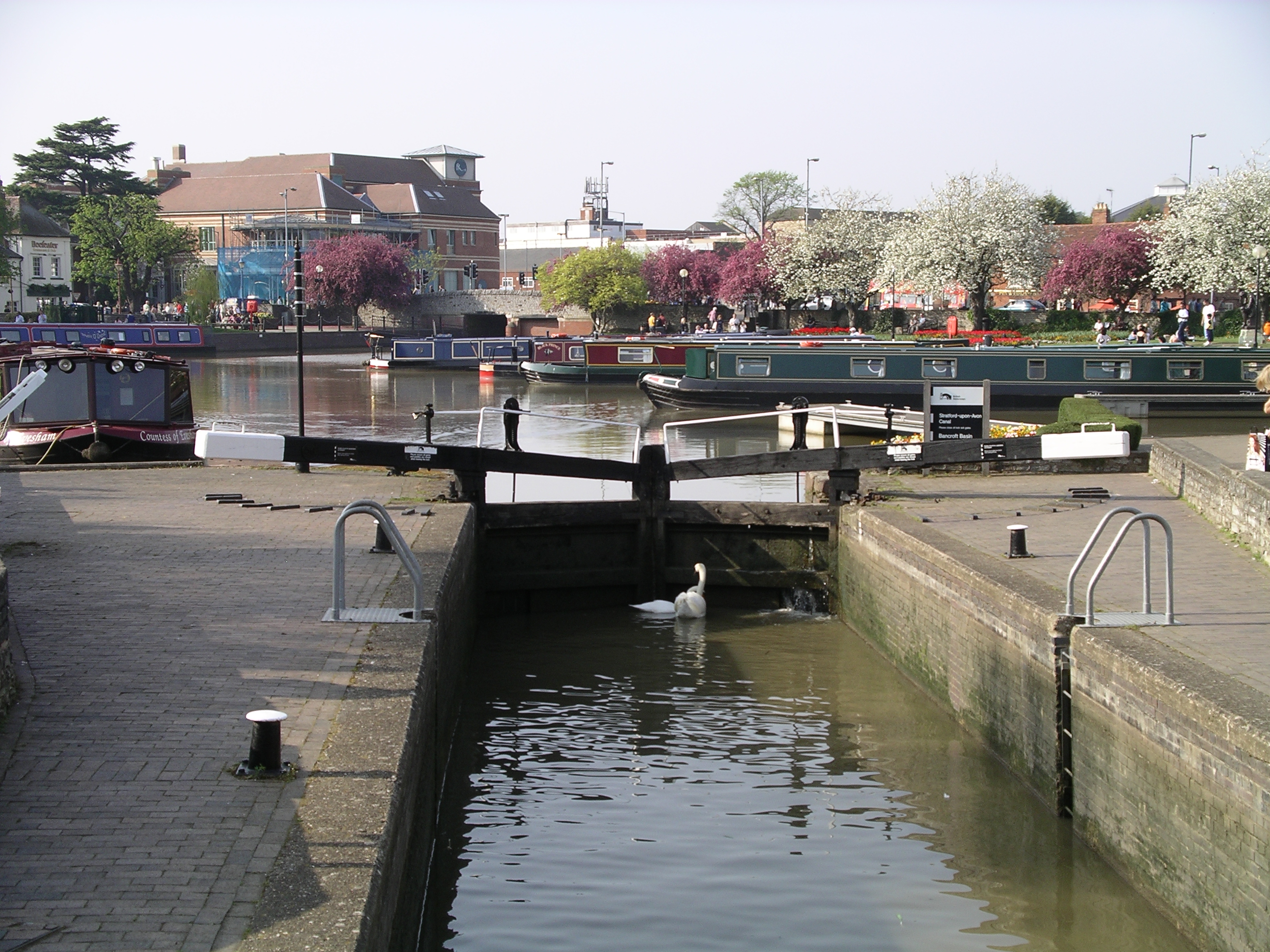
Altra immagine dell'Avon a Stratford-upon-Avon
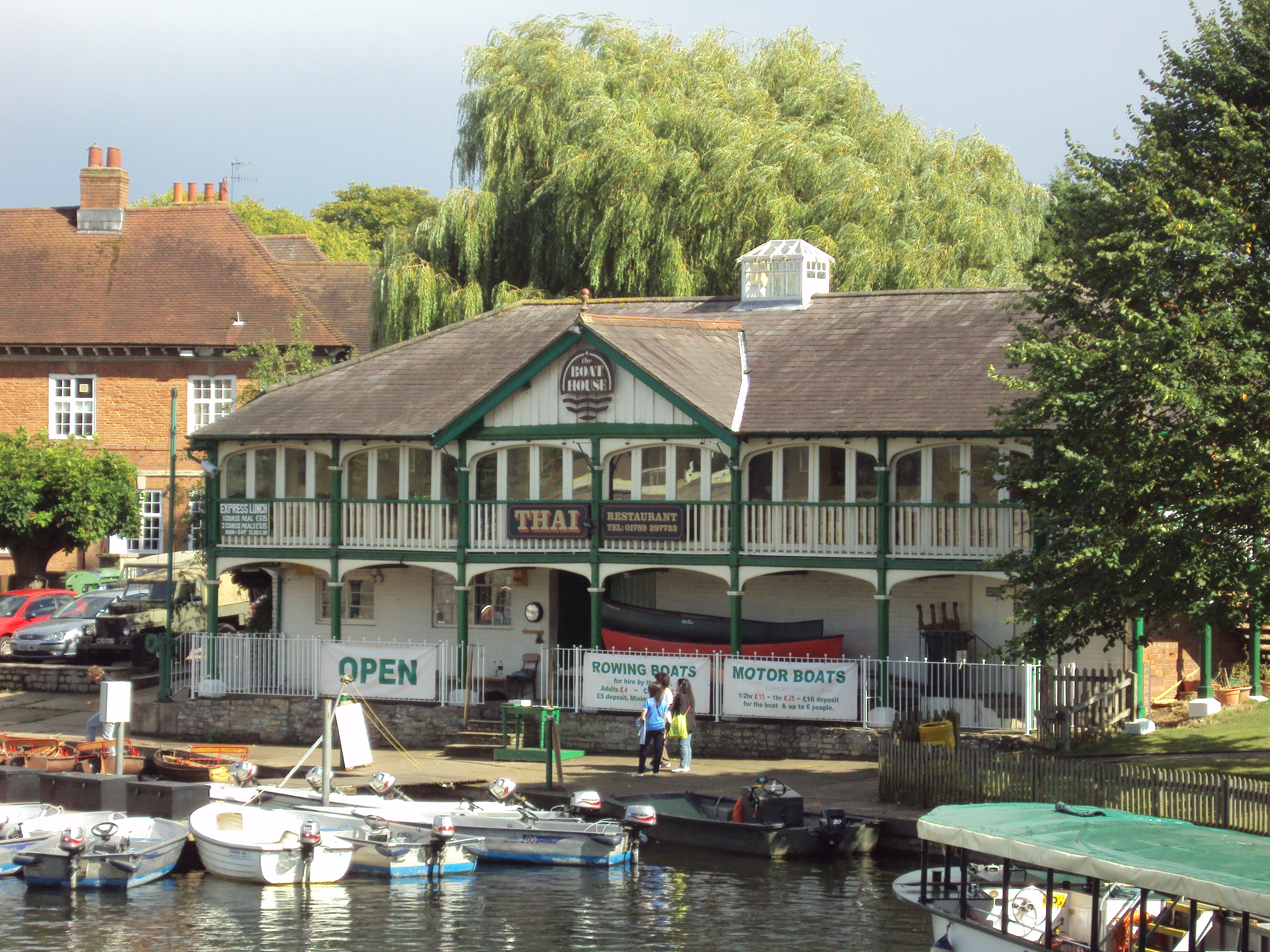
Ancora un'immagine dell'Avon a Stratford-upon-Avon
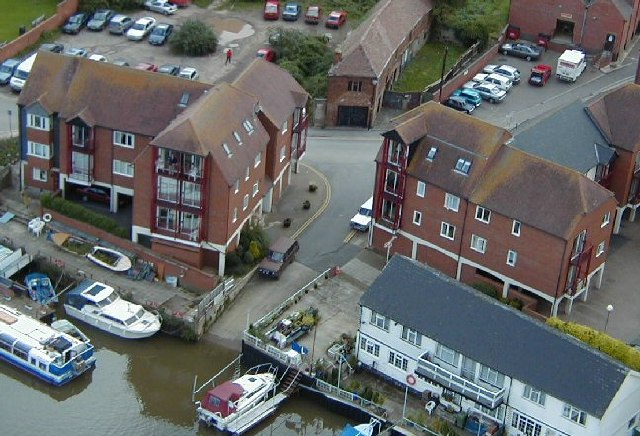
L'Avon a Tewkesbury
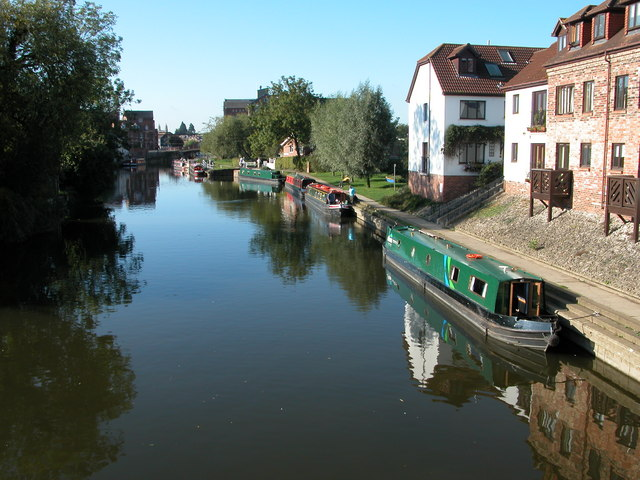
Imbarcazioni sull'Avon a Tewkesbury